# President’s Park

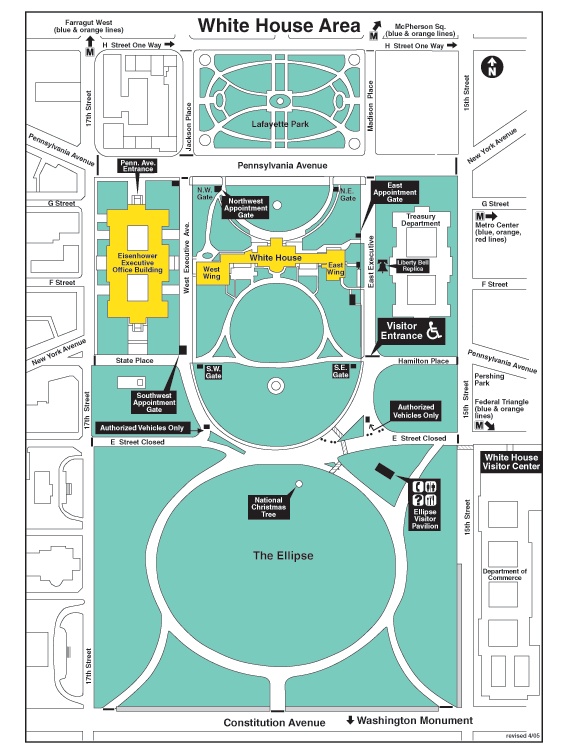
Lageplan des President’s Park

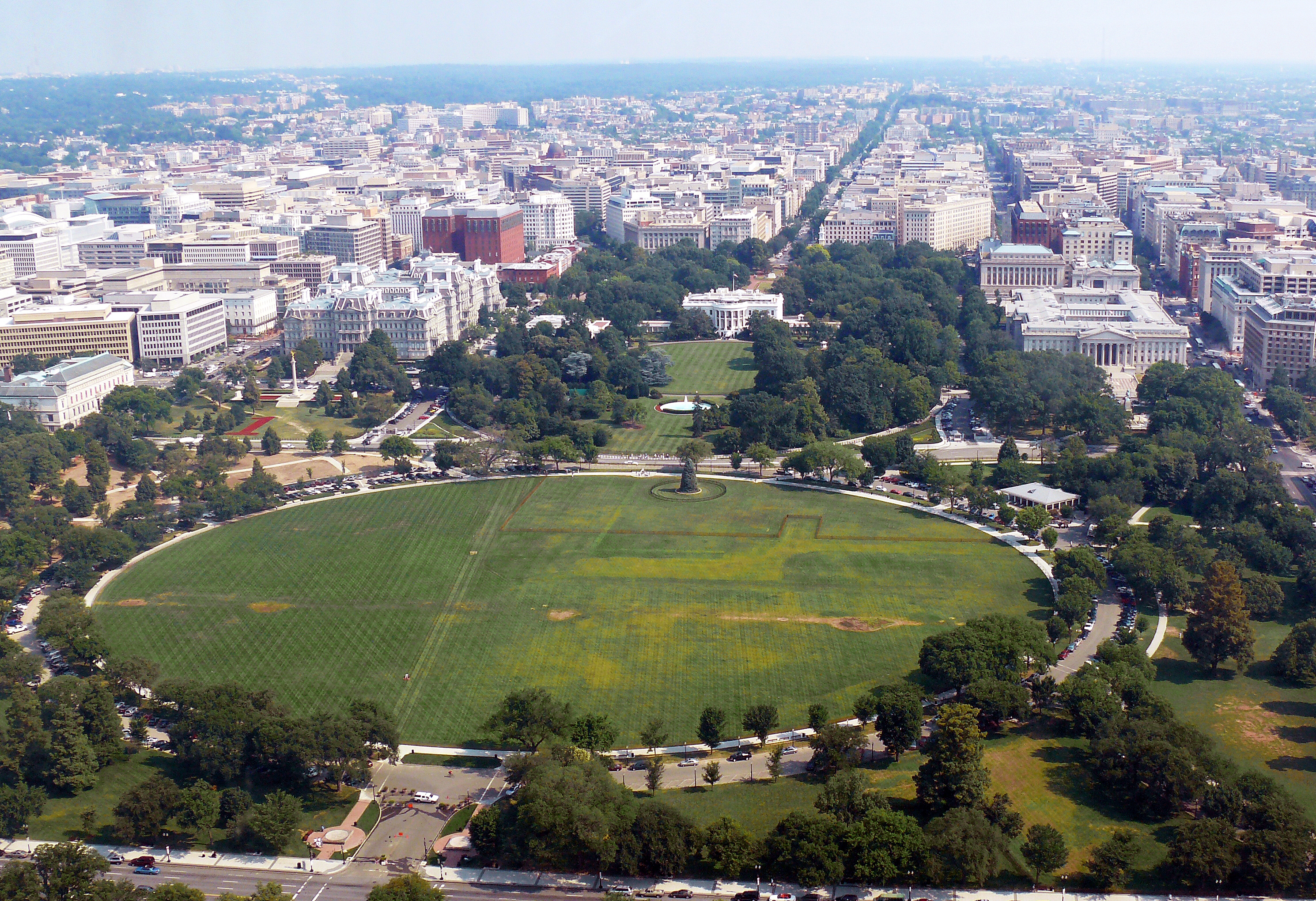
President’s Park mit Weißem Haus

Der President’s Park in Washington, D.C., Vereinigte Staaten, umfasst das Weiße Haus, ein Besucher-Zentrum, den Lafayette Park und den Park The Ellipse. President’s Park war der Originalname des Lafayette Park und Platzes. Heutzutage wird der President’s Park vom National Park Service verwaltet.

## Weißes Haus

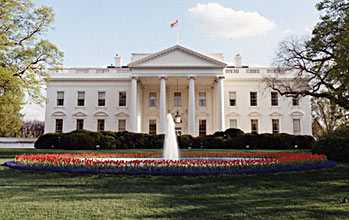
Die Nordfassade des Weißen Hauses.

Die Anschrift des Weißen Hauses ist 1600 Pennsylvania Avenue, NW.
Der Komplex des Weißen Hauses beinhaltet:
- Das Weiße Haus, die offizielle Residenz des Präsidenten der Vereinigten Staaten. Um das Weiße Haus zu besichtigen, benötigt man eine Vorreservierung für die Führung. Diese muss 1 bis 6 Monate vor dem Termin durch einen Kongressabgeordneten vorgenommen werden.
- Den Westflügel: Hier befinden sich die Büros des Präsidenten (Oval Office) und seines Stabes. Der Westflügel ist nicht öffentlich zugänglich.
- Den Ostflügel: Hier befinden sich die Büroräume der „First Lady“ sowie weitere Verwaltungen. Auch der Ostflügel ist nicht öffentlich zugänglich.
- Der Garten des Weißen Hauses umfasst den Nordrasen, den Rosengarten, den Jacqueline-Kennedy-Garten und den Südrasen. Der Garten kann nach Voranmeldung durch einen Senator oder Kongressabgeordneten besichtigt werden.

## Das Besucherzentrum des Weißen Hauses

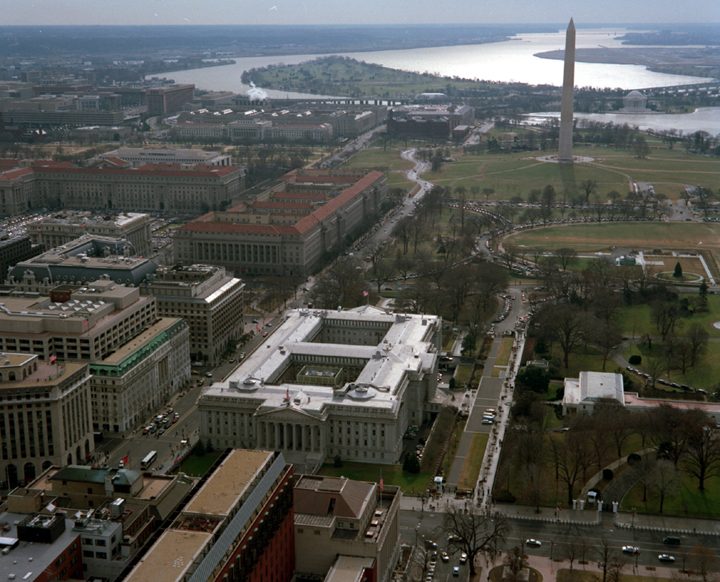
Luftaufnahme des Gebäudes des Handelsministerium der Vereinigten Staaten (rotes Dach, oben links), des Dept. of Treasury Gebäudes (Mitte), und des Ostflügels des Weißen Hauses

Das Besucherzentrum befindet sich am nördlichen Ende des Herbert C. Hoover Building (Handelsministerium der Vereinigten Staaten zwischen der 14th Street und 15th Street an der Pennsylvania Avenue NW). Das Besucherzentrum ist der Ausgangspunkt für die geführten Besichtigungen des Weißen Hauses. Für die Besucher, die keine Führung gebucht haben, gibt es verschiedene Ausstellungen. Die Themen der 6 ständigen Ausstellungen sind:
- Präsidentenfamilien
- Symbole und Bilder
- Architektur des Weißen Hauses
- Einrichtung des Weißen Hauses
- Arbeiten im Weißen Haus
- Zeremonien und Feiern

Außerdem werden noch wechselnde Ausstellungen gezeigt.

## Lafayette Park
Der Lafayette Park ist ein 30,000 m² großer, öffentlicher Park, der im Norden an das Gelände des Weißen Hauses grenzt. Der Park und seine Umgebung wurden 1970 zum National Historic Landmark District ernannt. Ursprünglich als Erholungsgebiet um das Regierungsgebäude geplant, wurde dieser Park früher „President’s Park“ genannt.
Der Park wurde 1804 vom Gelände des Weißen Hauses abgeteilt, als Präsident Thomas Jefferson die Pennsylvania Avenue bauen ließ. 1824 wurde der Platz im Andenken an Marquis de Lafayette, den Franzosen, der im Amerikanischen Revolutionskrieg kämpfte, umbenannt.
Der Park wurde als Rennstrecke, Friedhof, Zoo, Sklavenmarkt und als Soldatenlager während des Britisch-Amerikanischen Krieges genutzt. Außerdem fanden hier viele politische Demonstrationen und Feierlichkeiten statt. Andrew Jackson Downing gestaltete den Park 1851 im malerischen Stil. Sein heutiges Aussehen, mit 5 großen Statuen, erhielt der Park in den 1930er-Jahren. In der Mitte wurde 1853 von Clark Mills das Reiterstandbild von Präsident Andrew Jackson erbaut. In den vier Ecken wurden die Denkmäler der ausländischen Helden des Unabhängigkeitskrieges aufgestellt: Marquis de Lafayette und Comte de Rochambeau aus Frankreich; Tadeusz Kościuszko aus Polen, und Baron von Steuben aus Preußen

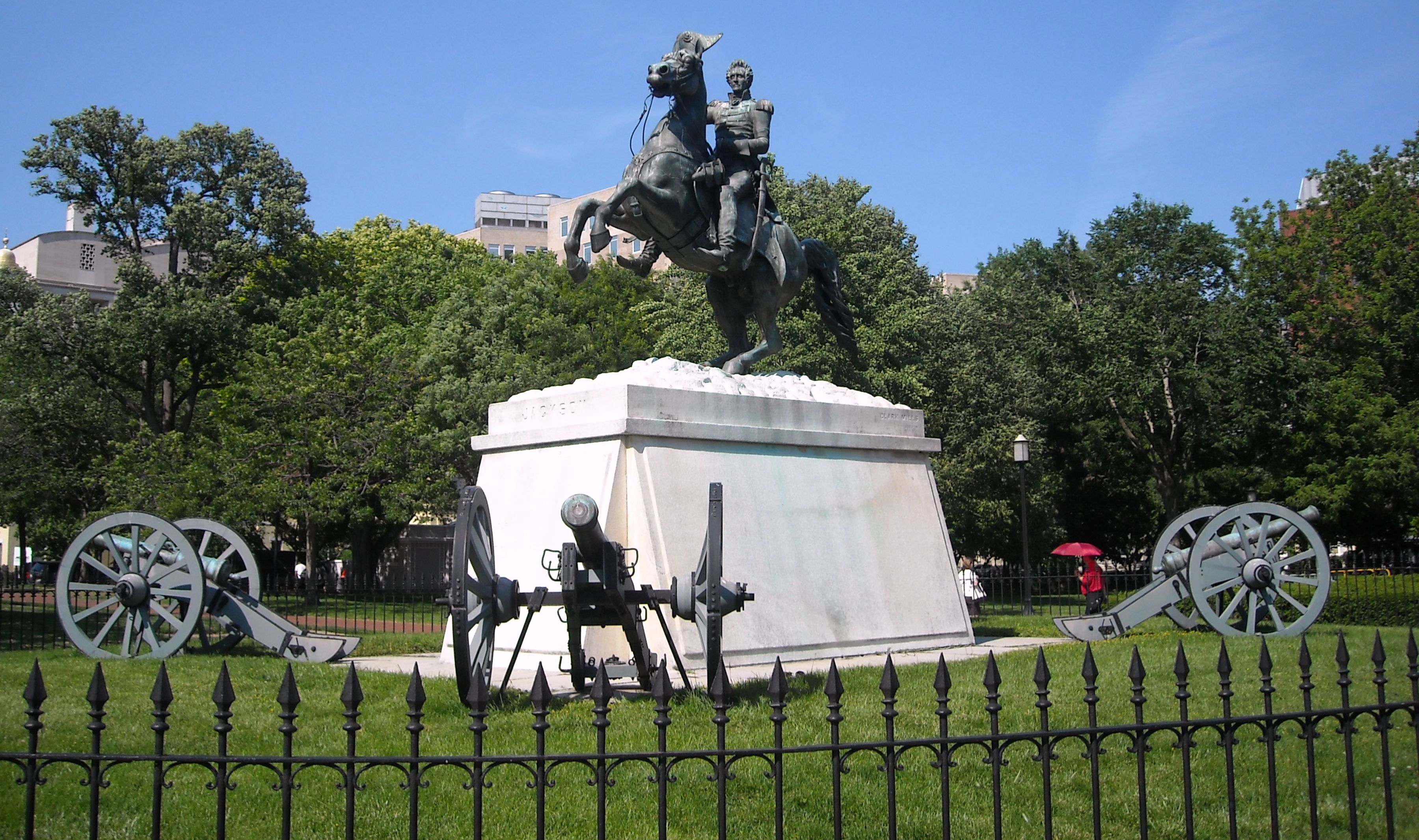
Reiterdenkmal von Andrew Jackson
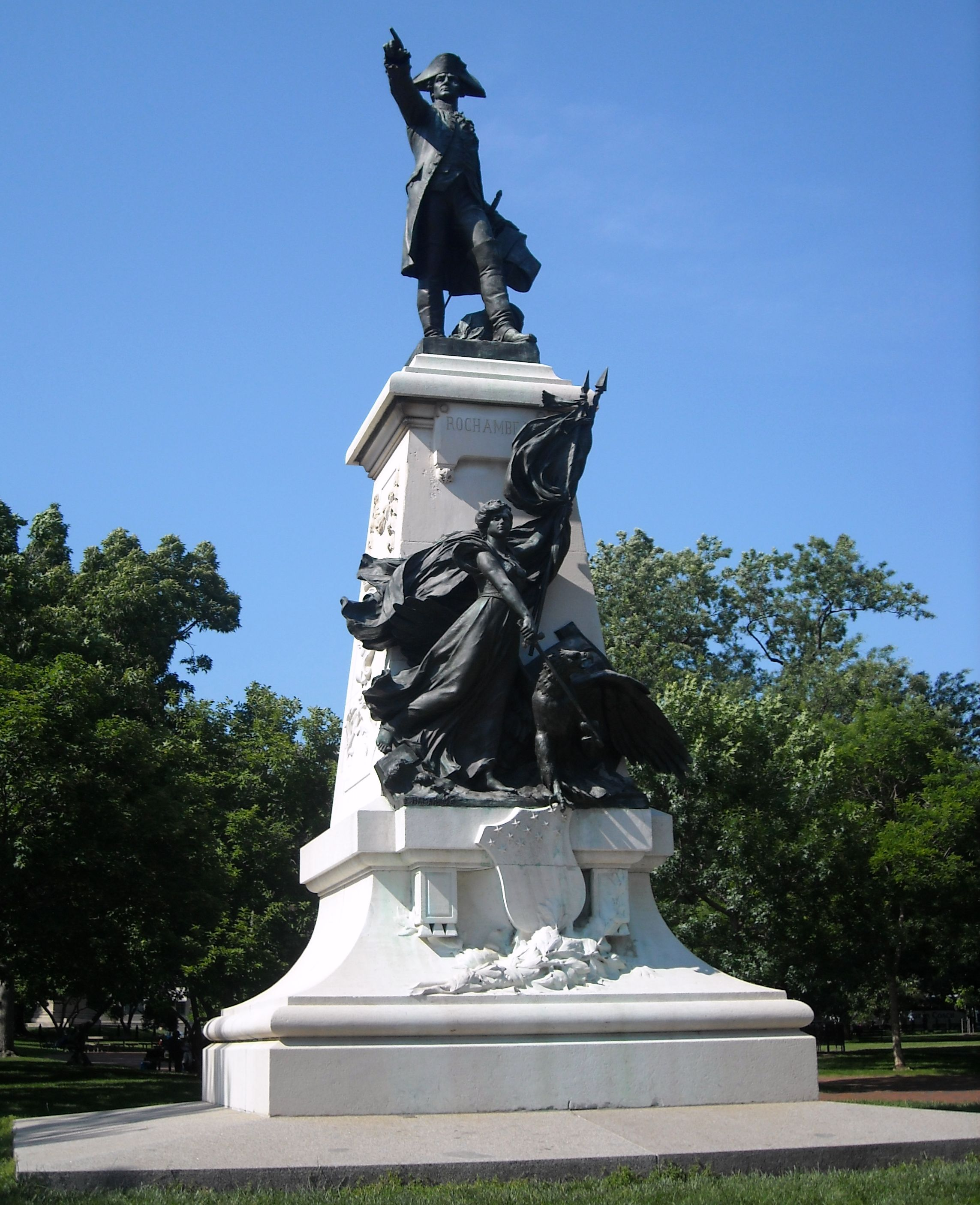
Comte de Rochambeau-Statue
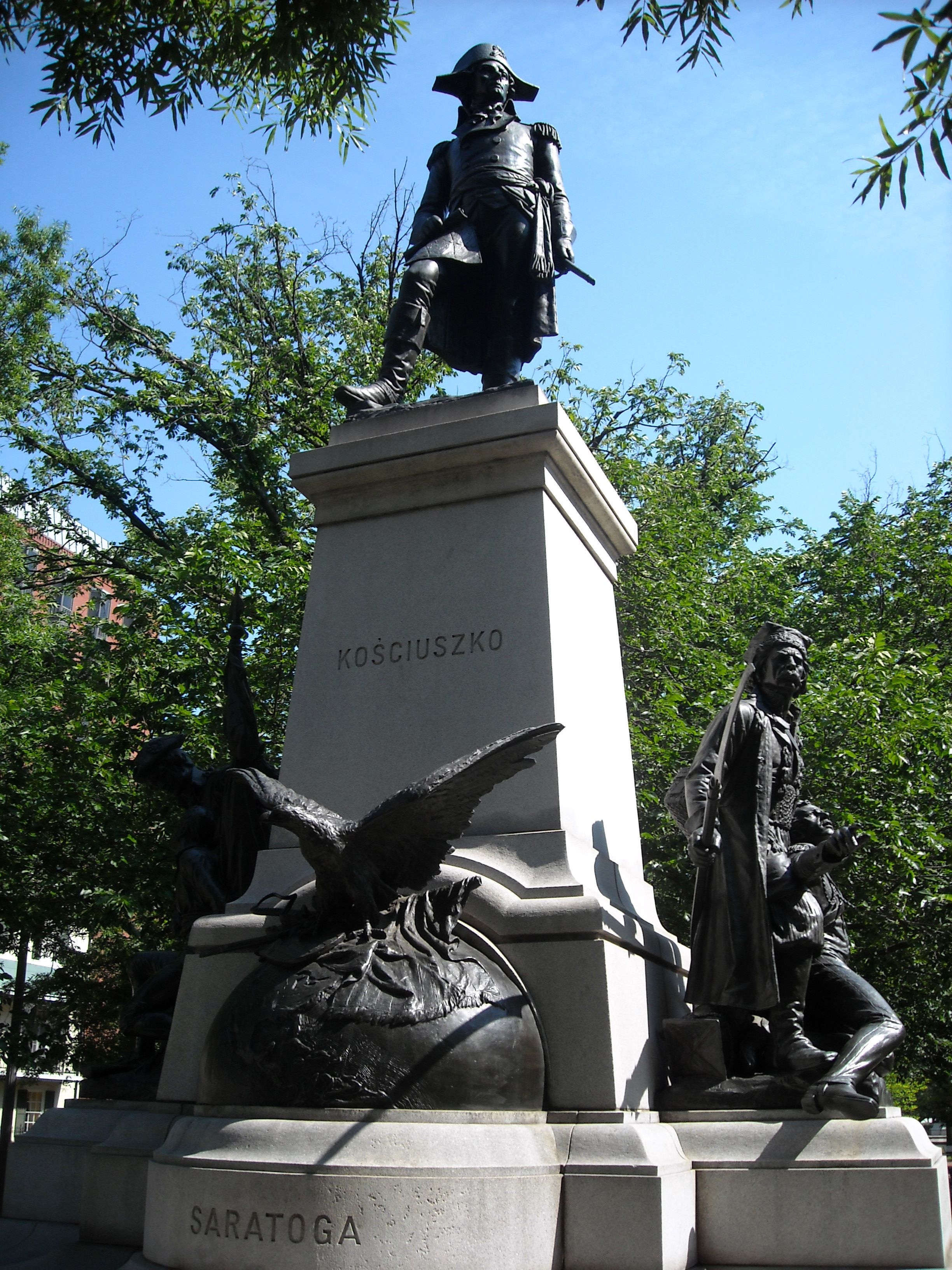
Tadeusz Kościuszko-Statue
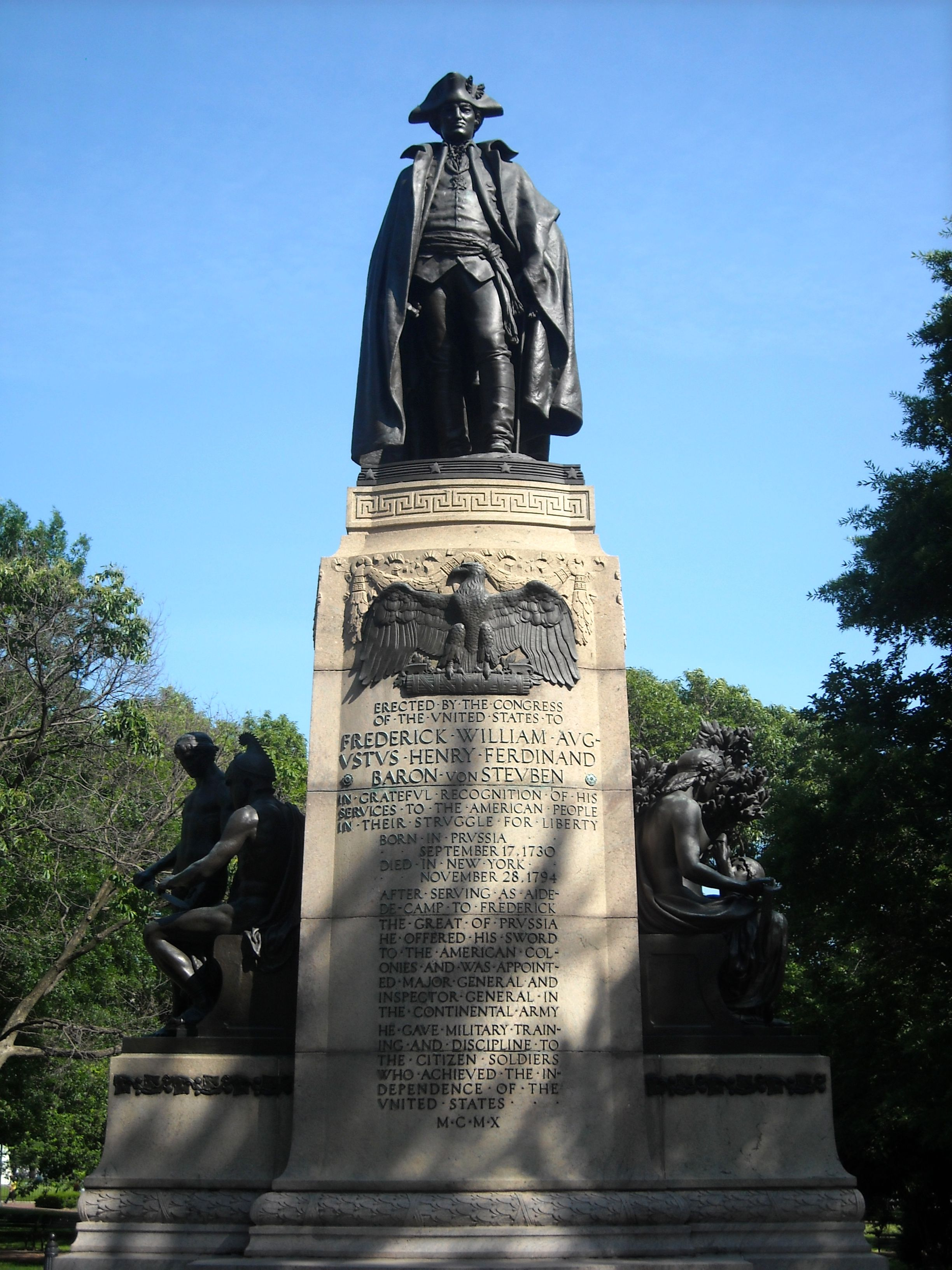
General von Steuben-Statue

An der Ecke 16. und H Street steht die Kirche St. John’s Episcopal.
35 Jahre lang, ab dem 1. August 1981 campierte Concepcion Picciotto aus Protest gegen Atomwaffen gegenüber dem Eingang zum Weißen Haus im Park.

## The Ellipse (President’s Park South)

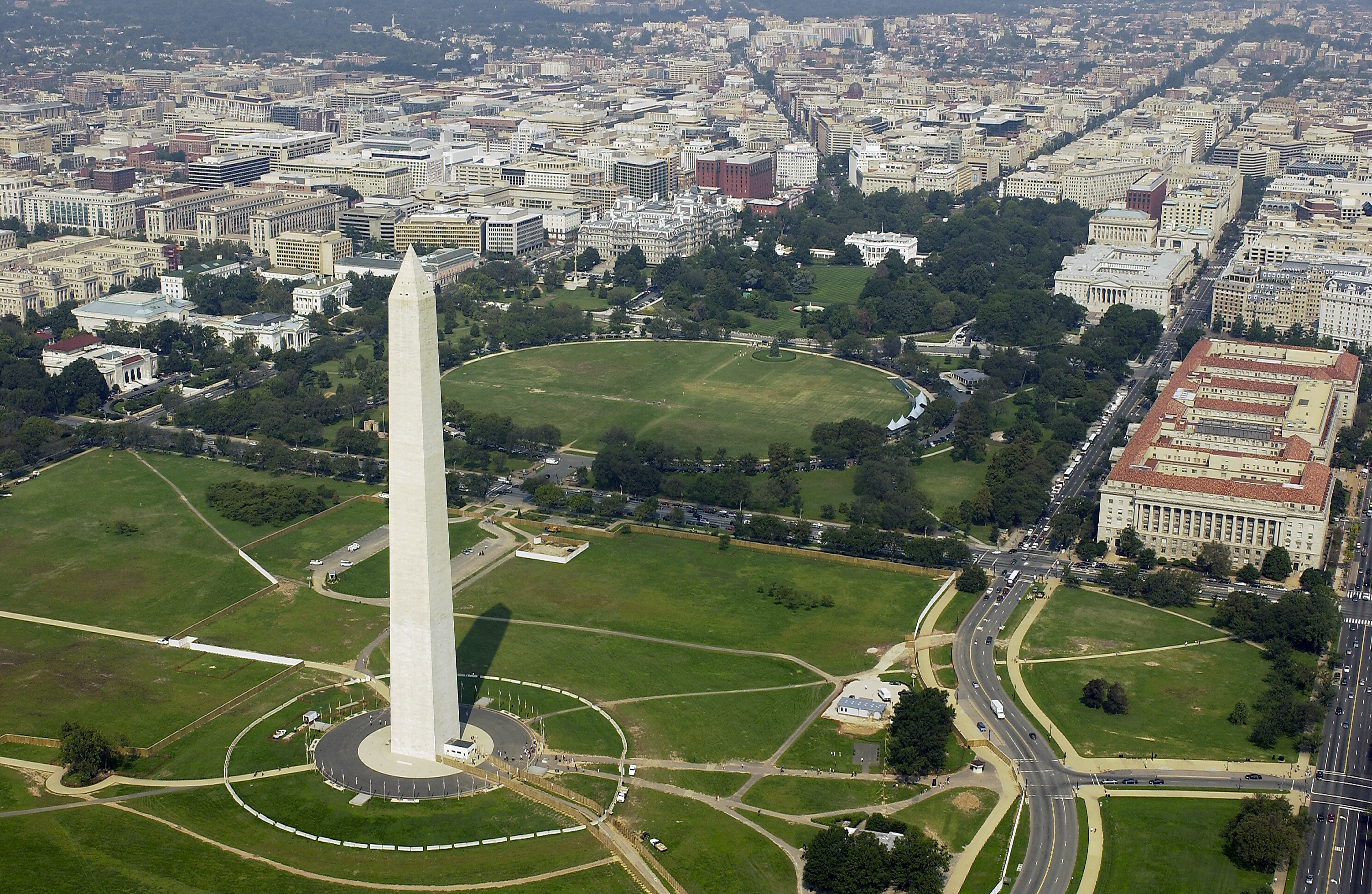
Der Park Ellipse zwischen Washington Monument und Weißem Haus

President’s Park South (umgangssprachlich the Ellipse) ist ein 210.000 m² großer Park südlich des Weißen Hauses. Eigentlich ist „The Ellipse“ der Name einer Ringstraße von 1 km Länge, die mitten im Park liegt.

### Geschichte
1791 wurde der erste Park von Pierre Charles L'Enfant entworfen. The Ellipse war aufgrund des weiß getünchten Holzzauns, der den Park umschloss, das „Weiße Grundstück“ genannt.
Während des Amerikanischen Bürgerkriegs dienten der Ellipse und ein Teil des Geländes des Washington Monument als Weidefläche für Pferde, Maultiere und Rinder sowie als Lager für die Unionstruppen.
Das United States Army Corps of Engineers begann 1867 mit seinen Arbeiten an der Ellipse. Der Park wurde 1879 landschaftsgärtnerisch gestaltet und Amerikanische Ulmen wurden entlang der bestehenden Straße gepflanzt. 1880 wurde dann aus dem vorher als Müllkippe bekannten Gelände der Park Ellipse. Im Jahr 1894, wurde die Straße mit elektrischer Beleuchtung ausgestattet.
In den 1890ern erlaubte der Kongress die Nutzung der Ellipse für besondere Gruppen, insbesondere für religiöse Treffen und militärische Feldlager. Bis in die späten 1990er Jahre bestanden Baseballfelder und Tennisplätze im Park. Sportveranstaltungen und Demonstrationen finden noch heute in dem Park statt. 1933 wurde der President’s Park South der Zuständigkeit des National Park Service unterstellt.

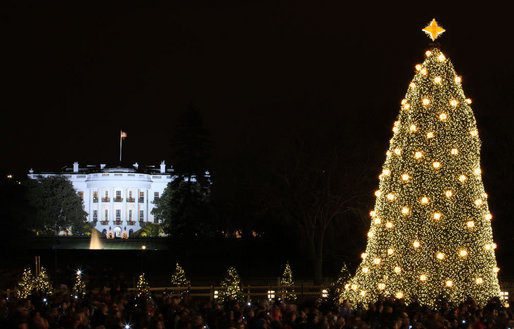
Der National Christmas Tree im Jahr 2008

Am Heiligabend 1923 begann Präsident Calvin Coolidge mit der Beleuchtung des ersten National Christmas Tree eine seitdem ungebrochenen Tradition. Der erste Baum, eine geschlagene Balsam-Tanne, bei den „District of Columbia Public Schools“ auf der Ellipse aufgestellt. Von 1924 bis 1953 wurden unterschiedliche Bäume an wechselnden Standorten rund um das Weiße Haus aufgestellt. 1954 kehrte die Zeremonie wieder zur Ellipse zurück und wurde zum „Weihnachtsfest des Friedens“ erweitert. Von 1954 bis 1972 wurden geschlagene Bäume benutzt. Im Jahr 1973 wurde eine Stech-Fichte auf der Ellipse gepflanzt, die 1978 durch eine neue Fichte ersetzt wurde.
Während des Zweiten Weltkriegs erlaubte der National Park Service im Jahr 1942 den Bau von Baracken als spezielle Notfallmaßnahme in der Kriegszeit. Die provisorischen Baracken wurden an der Südseite des Old Executive Office Building und dem gesamten Gelände des First Division Monument gebaut. Die „White House Barracks“ wurden 1954 abgerissen. Am 6. Mai 1980 wurde der südliche Teil des President’s Park als Gartendenkmal in das National Register of Historic Places aufgenommen.
Der Ellipse Besucherpavillon wurde im Mai 1994 eröffnet. Er wird zur kostenlosen Verteilung der Eintrittskarten für die verschiedenen Veranstaltungen des Weißen Hauses genutzt. Dies sind z. B. das Ostereierrollen und die Gartenbesichtigungen im Frühling und Herbst.

### Sehenswürdigkeiten
- Besucherpavillon
- Boy Scout Memorial (Pfadfinderdenkmal) von Donald De Lue
- Die Torhäuser von Charles Bulfinch
- Butt–Millet Gedenkbrunnen von Daniel Chester French
- Enid Haupt Brunnen
- First Division Monument von Daniel Chester French
- Second Division Memorial von James Earle Fraser
- Siedler des District of Columbia-Denkmal, by Carl Mose
- Nationaler Weihnachtsbaum der USA
- Zero Milestone, von dem 0-Meilenstein aus sollten alle Straßenentfernungen gemessen werden.

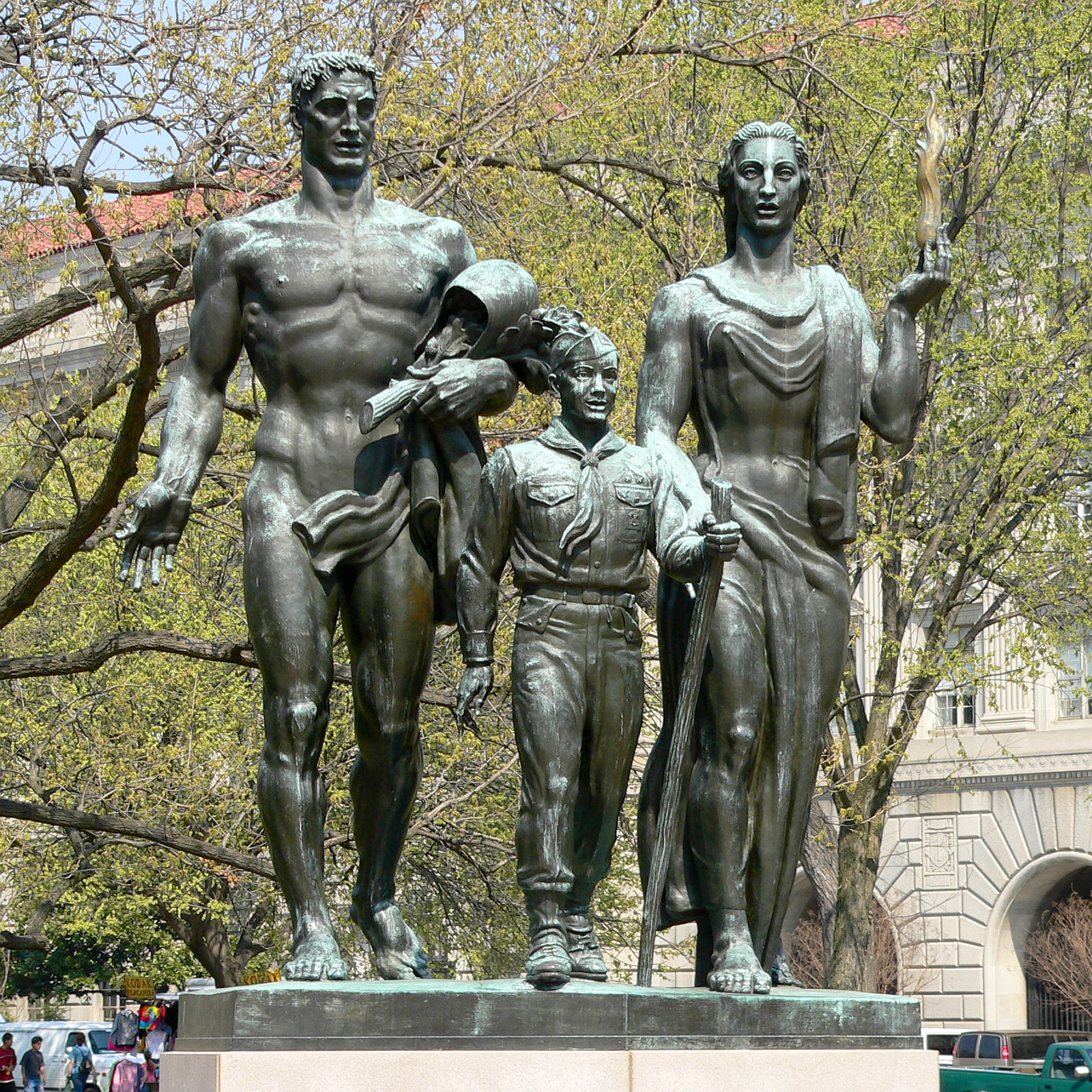
Boy Scout Memorial
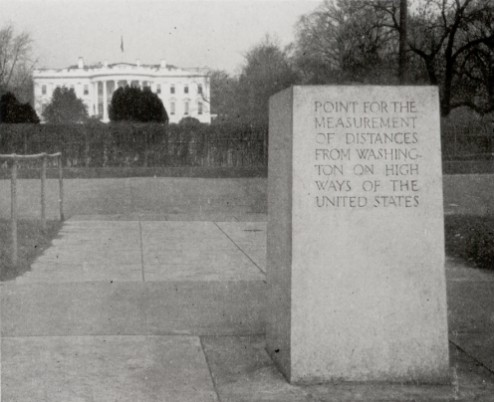
Zero Milestone

Jährliche Veranstaltungen sind das Weihnachtsfest des Friedens, die „Twilight Tattoo“ Militärparade sowie die Abschlussfeier der George-Washington-Universität. Außerdem findet hier das jährliche Ostereierrollen des Weißen Hauses statt. Die Ellipse wird auch als Sportanlage genutzt.
Ungefähr in der Mitte der Ellipse befindet sich knapp unter der Oberfläche der Ellipse Meridian Stein. Er erinnert an die Idee eines amerikanischen Nullmeridians von Präsident Thomas Jefferson.

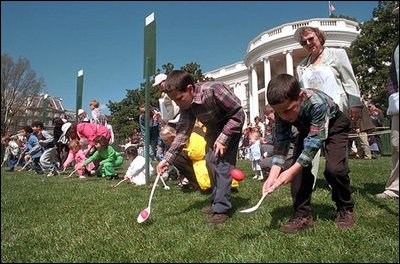
Kinder beim Ostereierrollen
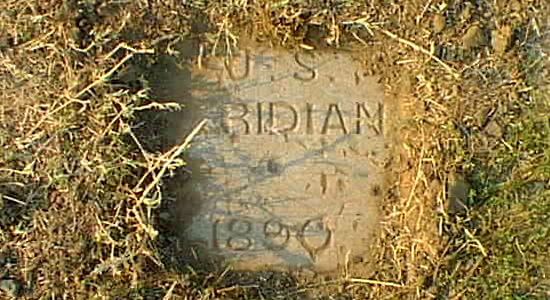
Ellipse Meridian Stein